# Plébiscite togolais de 1972

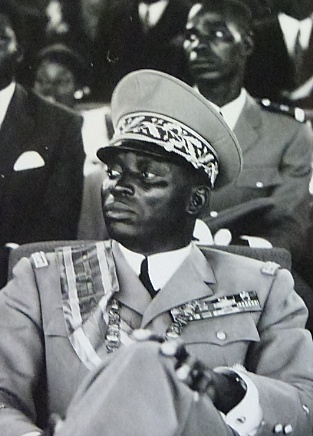
Gnassingbé en 1972.

Un  Plébiscite sur le maintien à la présidence du Général Eyadéma a lieu le 9 janvier 1972 au Togo. La population est amenée à approuver le maintien au pouvoir du général Étienne Gnassingbé Eyadéma, cinq ans après le coup d'état militaire du 14 avril 1967 ayant conduit au renversement du président Nicolas Grunitzky , à la dissolution de l'Assemblée nationale et à l'abolition de la constitution de 1963.
Le Rassemblement du peuple togolais, alors de facto parti unique fondé par Eyadéma le 30 aout 1969, se réunit en congrès le 24 novembre 1971 et décide à l'unanimité d'organiser un référendum sur la prolongation de ce dernier à la tête de l'état, le scrutin prenant ainsi la forme d'un plébiscite sur sa personne,.
Les électeurs doivent répondre à la question « Souhaitez-vous que le général Eyadéma continue d'exercer ses fonctions de président de la République, qui lui ont été confiées par l'armée et le peuple ? »

## Résultat
Le « Oui » remporte une écrasante majorité des suffrages. Sur les 878 voix contre, 877 proviennent de la capitale Lomé et une de la ville de Sokodé. Eyadéma aurait été mécontent du résultat, dont il ne souhaitait pas voir le Oui dépasser les 91 %
| Choix                     | Votes   | %     |
| ------------------------- | ------- | ----- |
| Pour                      | 867 941 | 99,90 |
| Contre                    | 878     | 0,10  |
|                           |         |       |
| Votes valides             | 868 819 | 99,98 |
| Votes blancs et invalides | 170     | 0,02  |
| Total                     | 868 989 | 100   |
| Abstentions               | 11 901  | 1,35  |
| Inscrits/Participation    | 880 890 | 98,65 |